# تاریخ فرمول یک

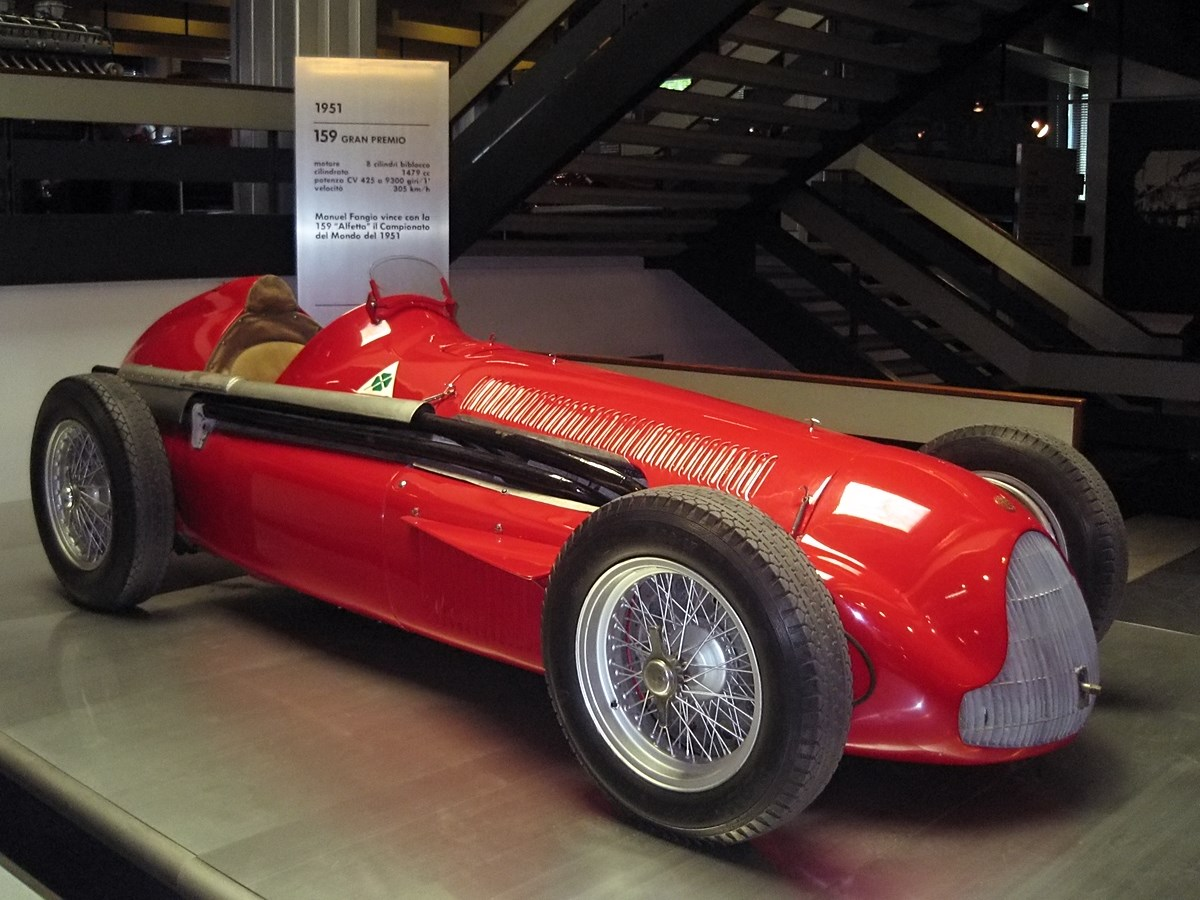
خوان مانوئل فانجیو، رانندهٔ خودروی آلفا رومئو ۱۵۹، در سال ۱۹۵۱ به قهرمانی دست یافت.

تاریخ فرمول یک را می‌توان به چند قسمت تقسیم کرد.

## سال‌های شکل‌گیری (۱۹۸۰–۱۹۵۰)
در نخستین دور از مسابقات قهرمانی جهان در سال ۱۹۵۰ ژوزپه فارینا راننده آلفا رومئو، که به سختی توانست هم‌تیمی آرژانتین خود خوان مانوئل فاجیو را شکست دهد به قهرمانی دست یافت. با این وجود، فاجیو در سال ۱۹۵۱ به قهرمانی دست یافت و توانست در شش سال متعاقب آن نیز چهار عنوان قهرمانی دیگر به دست آورد، آلبرتو آسکاری راننده اسکودریا فراری با دو بار قهرمانی نوار قهرمانی فاجیو را متوقف کرد. گرچه استرلینگ ماس از انگلیس همواره قادر به رقابت در این مسابقات بود، اما وی هیچگاه نتوانست عنوان قهرمانی جهان را از آن خود کند. فاجیو در دهه اول بر مسابقات فرمول یک استیلا یافته بود و از آن زمان همواره از وی تحت عنوان «استاد بزرگ» فرمول یک یاد می‌شده‌است.
نخستین توسعهٔ فناوری، کوپر معرفی مجدد خودروهای دارای موتور متوسط (به دنبال تأسیس اتحادیه خودروسازی پیشرو و موفق فردینان پورشه در دهه ۱۹۳۰)های موفق خودور سازی فرمول ۳ در این شرکت نشئت گرفته بود، این امر در دههٔ ۱۹۵۰ رخ داد. جک برابهام، قهرمان ۱۹۵۹ و ۱۹۶۰، به‌زودی برتری طرح جدید را به همگان ثابت کرد. تا سال ۱۹۶۱، تمامی رقبا به استفاده از خودورهای دارای موتور میانه روی آوردند.
مایک هاوتورن نخستین قهرمان جهان از انگلیس بود، که با رانندگی فراری در سال ۱۹۵۸ به قهرمانی رسید. اما، زمانی که کالین چپمن به عنوان طراح شاسی و بعدها به عنوان بنیانگذار تیم لوتوس وارد مسابقات فرمول یک شد، سبز انگلیس در دهه بعد قهرمانی مسابقات را در اختیار خود گرفت. بین جیم کلارک، جکی استوارت، جک برابهام، گراهام هیل، و دنی هولم، تیم‌های انگلیس و رانندگان کشورهای همسود بین سال‌های ۱۹۶۲ و ۱۹۷۳ دوازده بار به قهرمانی دست یافتند.
در سال ۱۹۶۲، لوتوس به جای طرح قاب فضایی سنتی نوع جدیدی از خودرو را که دارای شاسی متصل یکپارچه بود وارد مسابقات کرد. این امر پس از زمان طراحی خودروهای موتور میانه بزرگ‌ترین پیشرفت فناوری محسوب می‌شد. در سال ۱۹۶۸، لوتوس نشان تنباکوی امپریال را بر روی خودروهای خود نصب کرده، و از این طریق حامیان مالی خود را به جامعه ورزش معرفی کرد.
با ظهور تنظیم‌کننده هوا در دهه ۱۹۶۰ نیروی پایین‌ران آیرودینامیک آرام آرام در طراحی خودرو اهمیت یافت. در اواخر دهه ۱۹۷۰ لوتوس آیرودینامیک زمینی را معرفی کرد که تولیدکننده نیروی پایین‌ران عظیمی بود و سرعت‌های منحرف‌کننده را تا حد چشمگیری کاهش می‌داد (این در حالی‌است که پیش از آن چاپارال جیم هال ساخت تیم ایندی کار در دهه ۱۹۶۰ این موضوع را آزمایش کرده بود).
تأسیس فدراسیون بین‌المللی اتومبیل‌رانی (FISA) در سال ۱۹۷۹ آغازگر نزاع فدراسیون بین‌المللی اتومبیل‌رانی و انجمن سازندگان فرمول یک بود، که طی آن فدراسیون بین‌المللی اتومبیل‌رانی و رئیس آن ژان ماری بالستره بارها در مورد مزایای پخش تلویزیونی مسابقات و مقررات فنی با انجمن سازندگان فرمول یک (FOCA) درگیر شدند.

## افزایش محبوبیت (۲۰۰۰–۱۹۸۱)
در سال ۱۹۸۱ نخستین موافقت‌نامه کونکورد به امضا رسید، بر این اساس تیم‌ها تا زمان خاتمه این موافقت‌نامه با هم رقابت می‌کردند و این موافقت‌نامه به همه این تیم‌ها تضمین می‌داد که سهمی از فروش حق پخش تلویزیونی به دست خواهند آورد، و از این طریق نزاع فدراسیون بین‌المللی اتومبیل‌رانی و انجمن سازندگان فرمول یک خاتمه یافت و پس از مدت‌ها مذاکره، کنترل نهایی مالی این مسابقات به برنی اکلستون واگذار شد.
فدراسیون بین‌المللی اتومبیل‌رانی در مسابقات ۱۹۸۳ استفاده از آیرودینامیک زمینی را ممنوع کرد. اما، تا آن زمان موتورهای توربو که رنو در سال ۱۹۷۷ طراحی کرده بود، بیش از ۷۰۰ اسب بخار (۵۲۰ کیلووات قدرت تولید می‌کردند و این گونه موتورها برای رقابت کاملاً ضروری بودند. در سال‌های بعد، به خصوص در سال ۱۹۸۶، خودروهای توربوی فرمول یک در پیست مسابقه بیش از ۱۱۰۰ اسب بخار قدرت تولید می‌کردند (و تا ۱۴۰۰ اسب بخار نیز در مسابقات انتخابی تولید می‌کردند). این خودروها قدرتمندترین خودروهای پیستی فرمان باز تا آن زمان بودند. فدراسیون بین‌المللی اتومبیل‌رانی به منظور کاهش تولید قدرت موتور و در نتیجه کاهش سرعت، ظرفیت تانکر سوخت را در سال ۱۹۸۴ و فشارهای تقویت‌کننده را در سال ۱۹۸۸ پیش از ممنوعیت استفاده از موتورهای توربو در سال ۱۹۸۹ کاهش داد.
در اوایل دهه ۱۹۹۰، تیم‌ها شروع به استفاده از کمک‌های الکترونیک همچون فنربندی فعال، گیربکس شبهه خودکار و کنترل کشش کردند. برخی از این فنون از خودروهای جاده‌ای زمان خود اقتباس گرفته شده بودند. برخی نیز، مانند فنربندی، در اصل برای جاده طراحی شده بودند و بعدها به عرصه مسابقات راه یافتند. فدراسیون بین‌المللی اتومبیل‌رانی، به دلیل شکایت از اینکه فناوری در حال تعیین نتیجه مسابقات بود و نه مهارت رانندگان، در سال ۱۹۹۴ استفاده از بسیاری از این کمک‌ها را ممنوع کرد. با این وجود، بسیاری از ناظران احساس می‌کردند که ممنوعیت استفاده از تجهیزات کمکی برای رانندگی تنها اسما یک نوع ممنوعیت بود چرا که فدراسیون بین‌المللی اتومبیل‌رانی فاقد فناوری یا روش‌های لازم برای حذف این تجهیزات از صحنه مسابقات بود.
تیم‌ها در سال ۱۹۹۲ موافقت‌نامه کنکورد دوم و در سال ۱۹۹۷ نیز موافقت‌نامه سوم را که در سال ۲۰۰۷ خاتمه خواهد یافت امضا کردند.
بر روی پیست، تیم‌های مک لارن و ویلیامز در دهه‌های ۱۹۸۰ و ۱۹۹۰ بر مسابقات استیلا یافتند. مک لارن که از خودروی پورشه، و بعدها هوندا استفاده می‌کرد در دهه ۱۹۸۰ بیشترین پیروزی‌ها را به خود اختصاص داد، و این در حالی بود که رانندگان ویلیامز که از جانب رنو حمایت می‌شدند چهار بار قهرمانی جهان را در اواسط دهه ۱۹۹۰ به دست آوردند، با این وجود مک لارن بار دیگر در اواخر دهه ۱۹۹۰ به عرصه رقابت‌ها بازگشت. رقابت میان اسطوره‌های مسابقات یعنی آیرتون سنا و آلن پروست در ۱۹۸۸ تبدیل به کانون توجه همگان شد، و تا زمان بازنشستگی پروست در پایان سال ۱۹۹۳نیز ادامه یافت. متأسفانه، سنا در یک تصادف در مسابقات جایزه بزرگ ۱۹۹۴ در سن مارینو پس از سبقت از ویلیامز یعنی راننده پیشروی پروست جان خود را از دست داد. پس از آنکه در یک پایان هفته شوم، راننده تازه‌کار رولند راتزن برگر در مسابقات انتخابی شنبه طی سانحه‌ای جان خود را از دست داد؛ فدراسیون بین‌المللی اتومبیل‌رانی متعهد شد که معیارهای ایمنی این ورزش را ارتقا دهد. از آن زمان هیچ راننده‌ای در پیست مسابقات فرمول یک جان خود را از دست نداده‌است، با این وجود دو تن از داوران کنار پیست جان خود را طی این مسابقات از دست داده‌اند، که یکی در مسابقات جایزه بزرگ مونزا در سال ۲۰۰۰، و دیگری در مسابقات جایزه بزرگ ملبورن در سال ۲۰۰۱ بوده‌است.
فدراسیون بین‌المللی اتومبیل‌رانی از زمان ایمولا، از ایمنی به عنوان دلیلی برای اعمال تغییر در مقررات استفاده کرده‌است. در غیر این صورت، بر اساس موافقت نامه کنکورد، باید تمامی تیم‌ها در مورد آن تغییرات - خصوصاً در مورد تغییرات در سال ۱۹۹۸- به توافق دست می‌یافتند. این دوره مشهور به دوره 'پیست باریک' منجر به تولید خودروهایی با لاستیک‌های عقب کوچک‌تر، باریک‌تر شدن پیست و آغاز استفاده از لاستیک‌های 'شیاردار' به منظور کاهش گیر مکانیکی شد. چهار شیار، بر روی لاستیک‌های جلو و عقب، بر روی کل دور لاستیک ایجاد می‌شد. هدف از این کار کاهش سرعت انحرافی، و ایجاد مسابقه‌ای شبیه مواقع بارش باران، از طریق کاهش سطح تماس لاستیک خودرو و سطح پیست بود. این امر به منظور ارتقای مهارت رانندگان و ارائه منظره‌ای بهتر بود.
این امر نتایج ترکیبی به دست داد چرا که از بین رفتن گیر مکانیکی منجر شد طراحان باهوش‌تر با گیر آیرودینامیک این نقص را برطرف کنند – و بدین ترتیب از طریق باله‌ها، ابزار آیرودینامیک و غیره فشار بیشتری به لاستیک‌های خودرو وارد کنند- که از آنجایی که این ابزار با آلوده کردن رد دنبال خودرو مانع از آن می‌شد که دیگر رانندگان که برای چسباندن خودروهای خود به سطح پیست نیاز به هوای تمیز داشتند به صورت تنگاتنگ رقیب خود را تعقیب کنند این امر به نوبه خود منجر به کاهش سبقت در مسابقات می‌شد. لاستیک‌های شیاردار دارای یک تأثیر جانبی ناخوشایند نیز بودند که عبارت بود از آنکه برای آنکه بتوان شیارها را حفظ کنند باید لاستیک را از ترکیبات سخت‌تری ساخت، که این امر نیز به نوبه خود منجر به افزایش چشمگیر تعداد دفعات خروج از پیست در مواقع نقصان آیرودینامیک همانند خرابی باله عقب می‌شد، چراکه ترکیب سخت‌تر نمی‌توانست پیست را نیز در اختیار بگیرد.
تیم‌های خلاق‌تر راه‌هایی برای به حداکثر رساندن این تغییر چشمگیر یافتند، خصوصاً تیم مک‌لارن، با آدریان نیووی، که در خودروی خود در سال ۱۹۹۸ از ترمزهای کمانچه‌ای استفاده کرد این امر راننده را قادر می‌ساخت ترمز لاستیک‌های عقب را به صورت جداگانه بگیرد تا از این طریق 'کشش' بیشتری برای آنان به سمت زاویه‌ها ایجاد کند. اما سرانجام استفاده از این ترفند نیز به عنوان کمکی برای رانندگان ممنوع شد.
رانندگان مک لارن، ویلیامز، رنو بنتون و فراری، که «چهار بزرگ» نامیده می‌شوند از سال ۱۹۸۴ تا کنون در تمامی مسابقات قهرمانی جهان به پیروزی دست یافته‌اند. به دلیل پیشرفت‌های فناوری در دهه ۱۹۹۰، هزینه رقابت در مسابقات فرمول یک به نحو سرسام‌آوری افزایش یافت. این امر منجر به افزایش فشار مالی شد، که به نوبه خود به همراه استیلای چهار تیم (که بودجه خود را از تولیدکنندگان بزرگ خودرو همچون مرسدس بنز (دایمر کریزلر)) باعث شده که تیم‌های مستقل نه تنها برای حضور در صحنه رقابت‌ها، که برای ماندن در عرصه حرفه خود نیز به تقلا بیفتند. مشکلات مالی تیم‌های متعددی را وادار به کناره‌گیری از صحنه رقابت‌ها کرد. از سال ۱۹۹۰، ۲۸ تیم از مسابقات فرمول یک کناره‌گیری کرده‌اند. این امر منجر شد ادی جردن مالک پیشین مسابقات جردن اعلام کند روزهای رقابت شرکت‌های خصوصی رقیب به سر آمده‌است.

## فرمول یک در حال حاضر (۲۰۰۱-اکنون)

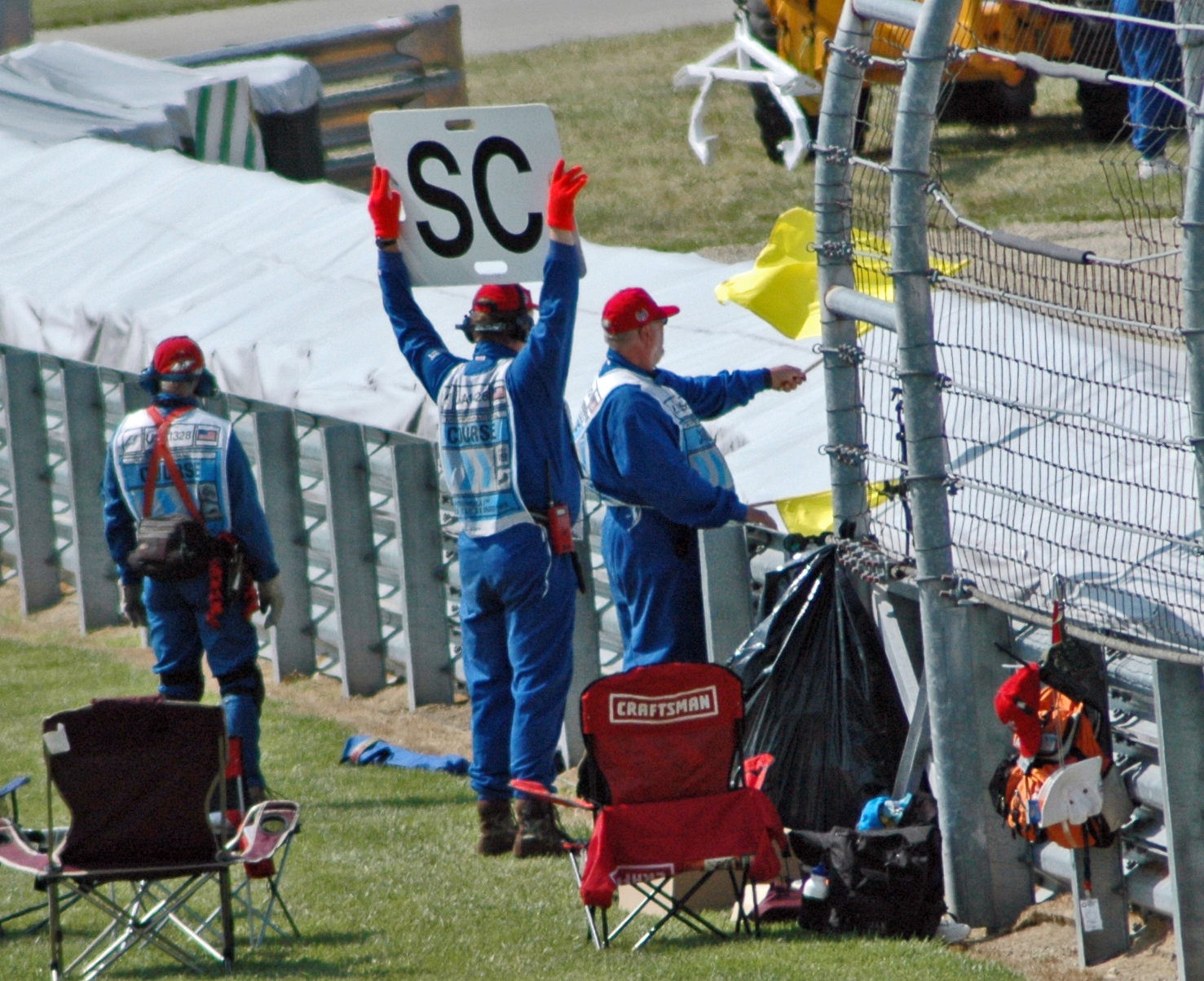
امروزه ایمنی از اهمیت بسیاری در مسابقات فرمول یک برخوردار است.

مایکل شوماخر راننده آلمانی تیم فراری بسیاری از رکوردها را در سال‌های آغازین قرن بیست و یک شکست. شوماخر در سال ۲۰۰۱، رکورد جدیدی برای تعداد دفعات پیروزی در مسابقات جایزه بزرگ به جای گذاشت؛ پیش از شوماخر آلن پروست با ۵۱ پیروزی رکورددار بود، اما شوماخر اخیراً با پیروزی در نود و یکمین پیروزی خود در مسابقات جایزه بزرگ رکورد جدیدی بر جای گذاشته‌است. شوماخر همچنین دارنده بالاترین رکورد پیروزی در مسابقات جایزه بزرگ در یک فصل است، او در سال ۲۰۰۴ از مجموع ۱۸ مسابقه در ۱۳مسابقه پیروز شد. در سال ۲۰۰۳ شوماخر با ششمین قهرمانی خود رکورد قهرمانی رانندگان را شکست، او حتی رکورد پیشین را که خوان مانوئل فانجیو در سال ۱۹۵۷ بر جای گذاشته بود شکست. او در سال ۲۰۰۴ برای هفتمین بار قهرمانی را به خود اختصاص داد. او با به دست آوردن هشتصد و یکمین امتیاز خود در سوزوکای ژاپن، رکورد بیشترین امتیاز را نیز شکست. رکورد پیشین یعنی ۵/۷۹۸ نیز در اختیار آلن پروست بود. در سال ۲۰۰۲، شوماخر با پیروزی در مسابقات جایزه بزرگ فرانسه در جولای همان سال رکورد دیگری بر جای گذاشت چرا که تا به حال هیچ راننده‌ای نتوانسته بود به این زودی در یک فصل به قهرمانی دست پیدا کند. در سال ۲۰۰۳ فرناندو آلونسو با پشت سر گذاشتن مسابقات انتخابی مالزی جوان‌ترین راننده لقب گرفت. بعدها در همان سال او با کسب پرچم قهرمانی در مسابقات مجارستان جوان‌ترین قهرمان مسابقات فرمول یک لقب گرفت. در سال ۲۰۰۵ آلونسو جوانترین قهرمان جهان لقب گرفت. وی با این کار نوار قهرمانی میشائیل شوماخر را گسست، شوماخر پیش از آن ۱۸۰۰ روز قهرمانی جهان را در اختیار داشت.
علی‌رغم استیلای تیم فراری بر مسابقات، کیمی رایکونن راننده مک لارن مرسدس در مسابقات سال ۲۰۰۳ تا پایان فصل یعنی مسابقات جایزه بزرگ ژاپن فرصت داشت قهرمانی را از آن خود کند. خوان پابلومونتویا راننده ویلیامز-بی‌ام‌و نیز در سال ۲۰۰۳ تا سرحد قهرمانی پیش رفت. اما دوره پیروزی فراری در ۲۵ سپتامبر، ۲۰۰۵ یعنی زمانی خاتمه یافت که فرناندو آلونسو با کسب عنوان سوم در مسابقات جایزه بزرگ برزیل قهرمانی سال ۲۰۰۵ را از آن خود کرد و جوانترین قهرمان جهان تا زمان خود نام گرفت، و جانشین رکورددار پیشین امرسون فیتی‌پالدی از برزیل شد.
به دلیل وقوع تحولاتی که به تیم‌ها اجازه می‌داد از «محدودیت‌های» فدراسیون بین‌المللی اتومبیل‌رانی بگریزند، کمک‌های متعدد به رانندگان بار دیگر در کتاب مقررات گنجانده شد. در همین حال، به منظور ارتقای اقدامات روی پیست و کاهش هزینه‌های فزاینده تغییرات متعددی در مقررات مسابقات ایجاد شد. مهم‌تر آنکه، شکل مسابقات انتخابی بارها بین سال‌های ۲۰۰۳ تا ۲۰۰۶ تغییر یافت. بر اساس مقررات جدید رانندگان باید هر مسابقه را با همان سوختی که در مسابقات انتخابی داشته‌اند آغاز کنند، که این امر تاکتیک جدیدی فراروی راهبرد هر تیم قرار می‌داد. از دیگر محدودیت‌های جدید می‌توان به اجباری شدن این نکته که هر موتور باید در دو مسابقه مورد استفاده قرار بگیرد اشاره کرد؛ بر این اساس راننده‌ای که مبادرت به تعویض موتور خودروی خود می‌کرد برای تنبیه می‌بایست دور جدید مسابقات را ده رده پایین‌تر از رده انتخابی خود آغاز کند. در سال ۲۰۰۵، به رانندگان اجازه داده نمی‌شد در حین مسابقه لاستیک‌های خوروی خود را تعویض کنند، مگر آنکه لاستیک‌ها به نحو خطرناکی فرسوده شده باشند. این قانون در مسابقات فصل ۲۰۰۶ لغو شد. لاستیک‌های صاف (لاستیک‌های فاقد نخ) پس از ۱۰ سال دوری از مسابقات، بار دیگر در مسابقات سال ۲۰۰۷ مورد استفاده قرار می‌گیرند.
نخستین سال‌های قرن بیست‌ویکم نیز شاهد بحث و جنجال‌هایی در فرمول یک بود. در مسابقات جایزه بزرگ ۲۰۰۲ در اتریش، به روبنز باریچلو، هم‌تیمی شوماخر در تیم فراری دستور داده شد بر اساس «مقررات تیم» اجازه دهد شوماخر بر وی پیشی جسته و به قهرمانی دست پیدا کند. باریچلو اجازه داد شوماخر در دور پایانی زودتر از وی از خط پایان بگذرد. در نتیجه جنجالی که بر اثر این حادثه بالا گرفت فدراسیون بین‌المللی اتومبیل‌رانی، در قوانین و مقررات جدید خود استفاده از مقررات تیم را ممنوع کرده و تیم فراری را به خاطر این موضوع یک میلیون دلار جریمه کرد. در سال ۲۰۰۵، مسابقات جایزه بزرگ آمریکا در ایندیاناپولیس با اعلام اینکه لاستیک‌های میشلن هفت تیم را نمی‌توان به نحوی ایمن بر روی سطح پیست مورد استفاده قرار داد، این هفت تیم از دور مسابقات کناره‌گیری کرده و تنها سه تیم از مجموع ده تیم در این مسابقات شرکت کردند. در این مورد فدراسیون بین‌المللی اتومبیل‌رانی به دلایل ایمنی حاضر به تغییر در مقررات نشد، و بر پایبندی به مقررات تأکید کرد. از آن زمان میشلن اعلام کرده‌است در سال ۲۰۰۷ لاستیک تیم‌های حاضر در مسابقات فرمول یک را تأمین نخواهد کرد، و این امر نیز منجر به شکل‌گیری این بحث شده که آیا این امر منجر خواهد شد تمامی تیم‌های حاضر در مسابقات فرمول یک در شرایطی برابر با هم رقابت کنند یا خیر.
سال ۲۰۰۵ پایان دوران V۱۰ در مسابقات فرمول یک را رقم زد. استفاده از این ساختار که پس از ممنوعیت استفاده از موتورهای توربو نخستین بار در مسابقات ۱۹۸۹ به کار گرفته شد، تا سال ۱۹۹۸ اجباری بود. در طول این دوره آمار از برتری موتورهای رنو و فراری حکایت دارد، که در این میان تیم رنو دارای پنج سازنده و چهار راننده قهرمان به عنوان تأمین‌کننده موتور و نخستین رانندگان و سازندگان آن در سال ۲۰۰۵ در خودرویی که ۱۰۰ درصد آن ساخت رنو بود به قهرمانی دست یافتند. رنو در طول این دوره خلاق عمل کرده و مبادرت به تولید موتورهای غیر استاندارد ۱۱۱ درجه ۱۰ سیلندر برای مدل۲۰۰۳ RS۲۳ کرد، این مدل در تلاش برای پایین آوردن مرکز ثقل موتور، و در نتیجه ارتقای نحوه کنترل خودرو طراحی شده بود. پس از آنکه مشخص شد این طرح غیرقابل اعتماد و بسیار سنگین است این طرح کنار گذاشته شد و راه متعارف‌تری در پیش گرفته شد، و موتورهای جدید رنو در سال ۱۹۹۴ طراحی شد، که از سال ۱۹۹۵ به بعد، موتور مکاکروم مشتری نام گرفت. فراری و هوندا نیز به موفقیت‌های چشمگیری دست بافتند. فراری از سال ۱۹۹۹ تا ۲۰۰۴ شش بار قهرمانی سازندگان را از آن خود کرد و با چهارده بار پیروزی رکورد سازندگان را در اختیار گرفت. هوندا قهرمانی مک لارن و ویلیامز را در چندین دور از مسابقات رقم زد و قوی‌ترین موتورها را در تاریخچه مسابقات فرمول یک ارائه کرد، قدرت این موتورها در مسابقات انتخابی دهه ۱۹۸۰ در برخی شرایط از ۱۲۰۰ اسب بخار نیز فراتر می‌رفت. دیگر موتورهای پیروز مسابقات عبارت‌اند از مرسدس بنز، (ایلمور)، بی‌ام‌و، پورشه و فورد کاسورز.
در فصل ۲۰۰۶ اکثر تیم‌ها بر اساس مقررات جدید موتورهای V۸ را طراحی کردند. با این وجود، در سال ۲۰۰۶ همچنین شاهد معرفی تیم‌های جدید، و ایجاد تیم‌های جدیدی بر اساس مدیریت جدید بودیم. هوندا پس از خریداری ۴۵ درصد از سهام تیم BAR، بار دیگر به عنوان یک تیم کامل وارد عرصه مسابقات شد، و این در حالی بود که پیش از آن هوندا تنها یک تأمین کننده موتور بود، بی‌ام‌و سهام سوبر را در اختیار گرفت و پیتر سوبر نیز از مدیریت ارشد این شرکت کناره‌گیری کرد؛ مدل قدیمی جوردن در اختیار الکس اشنایدر قرار گرفت و فرمول یک میدلند نام گرفت (این شرکت در اواخر فصل ۲۰۰۶، توسط یک کنسرسیوم هلندی به رهبری اسپایکر خریداری شد)؛ رد بول دارایی‌های میناردی را خریداری کرده و منجر به شکل‌گیری چیزی شد که تبدیل به تیم نوجوانان رد بول، یعنی اسکودریا تورو روسو شد؛ بالاخره اینکه، آگوری سوزوکی، که خود پیش‌تر راننده فرمول یک بود، دارایی‌های تیم اروز را خریداری کرده و تیم سوپر آگوری را تشکیل داد. این میزان تغییر و تحولات منجر به ایجاد مشکلاتی شد، خصوصاً اینکه بیشتر نقل و انتقالات در اواخر فصل ۲۰۰۵ (خصوصا در ارتباط با تیم جدید سوپر آگوری) رخ داد؛ بنابراین، تورو روسو با استفاده از موتورهای محدود V۱۰ که توسط کازورز ارائه شده بود، فصل ۲۰۰۶ را آغاز کرد. در فصل ۲۰۰۷ با اجرای همگون‌سازی موتورها، که به موجب آن طراحی و توسعه موتورها در پایان سال ۲۰۰۶ باید متوقف شود شاهد تغییرات بسیاری خواهیم بود.